# Пунгмул
Пунгмул (корејски: 풍물) је корејска народна музичка традиција која укључује бубњање, плес и певање. Већина наступа се одвија напољу. Пунгмул је укорењен у култури дуре (колективног рада) пољопривреде. Првобитно се играо као део рада на фарми, на сеоским празницима, на другим догађајима у селу, као и као пратња шаманистичких ритуала, драма са маскама и других врста извођења. Током касних 1960-их и 1970-их проширио се у значењу и активно се користио у политичким протестима током про-демократског покрета, иако се данас најчешће посматра као извођачка уметност.
Старији научници често описују ову традицију као nongak, израз који означава „музику фармера“ чија је употреба настала током колонијалне ере (1910–1945). Управа за културну баштину Јужне Кореје користи овај термин у означавању народне традиције као важног нематеријалног културног добра. Такође је познат по многим синонимним именима широм полуострва.
Бубњање је централни елемент пунгмула. Сваку групу води kkwaenggwari (мали ручни гонг) играч, а укључује најмање једну особу која свира janggu (бубањ у облику пешчаног сата), једну особу која свира buk (бубањ) и једну особу која свира jing (гонг). Дувачки инструменти (taepyeongso, такође познати као hojeok, senap или nalari) понекад свирају заједно са бубњарима.
Пунгмул је Кина 2009, а Јужна Кореја новембра 2014. додала на Унескову листу нематеријалне културне баштине.

## Класификација
Пунгмул је први пут признат као важно нематеријално културно добро 1966. године под називом nongak sipicha (농악십이차, „дванаест израза сељачке музике“). Ознака је промењена у једноставно nongak 1980-их да би се прилагодила регионалним варијацијама. Управа за културну баштину Јужне Кореје тренутно препознаје пет регионалних стилова традиције, сваки назван по свом центру активности, као Важно нематеријално културно добро. Сваки стил је јединствен по свом приступу ритмовима, костимирању, инструментацији и филозофији извођења.
Већина научних радова о пунгмулу фокусира се на два различита стила присутна у региону Хонам који обухвата две провинције Јеола. Компаративна проучавања ова два стила довела су до развоја стереотипа међу професионалним групама. Honam jwado је постао познат по својим различитим формацијама и брзим ритмичким обрасцима, док се за  honam udo генерално сматра да има споре, али грациозне ритмичке обрасце.

## Историја
Окупљајући се на пољима или селима током фестивала заједнице, припадници корејске етничке групе у Ђилину и другим провинцијама у североисточној Кини приносе традиционалну жртву богу земље да би одали почаст природи и молили се за срећу и обилну жетву. Ово је почетак плеса сељака кинеске корејске етничке групе, популарне народне праксе коју старији чланови заједнице преносе на млађе генерације.
Ширећи се од свог пољопривредног порекла до Корејаца свих сфера живота у урбаним и руралним подручјима, плес је значајно еволуирао од када је донет у Кину крајем деветнаестог века. На пример, музички ансамбл је проширен тако да укључује дувачке инструменте, а костими плесача су под утицајем одеће других кинеских етничких група. Као производ акумулираног рада и мудрости, плес фармера остаје важан израз културног наслеђа кинеске корејске етничке групе.

### Потискивање и немири
Током династије Чосон, ова народна традиција је била примарни начин музичког изражавања за већину становништва. Многи научници и извођачи данас тврде да термин nongak уведен је током ере јапанске колонизације како би се потиснула његова широка употреба и значење међу корејским становништвом.

### Оживљавање
Права јавна подршка пунгмулу се мало побољшала у деценији након његовог признања и финансијске подршке владе. Постојао је недостатак интересовања међу Корејцима који су напустили своје традиционалне обичаје након пресељења у градове. Овај феномен је повезан са увођењем концертних дворана у западном стилу и растућом популарношћу западне класичне и популарне музике.
Године 1977, истакнути архитекта Ким Сво Геун дизајнирао је салу за традиционалну корејску музику и плес која се налази у главном граду, и позвао је уметнике и научнике да у њој организују своје догађаје. Током првог реситала у фебруару 1978. године, група од четворице мушкараца извела пунгмул са своја четири инструмента. За разлику од традиционалног пунгмула, ова представа је изведена у седећем положају окренутом према публици и демонстрирала је различите ритмове са великом флексибилношћу. Наишла је на добар пријем код публике, а друга представа групе SamulNori је убрзо одржана три месеца касније. SamulNori је на крају означио читав жанр пошто су институти и ансамбли за обуку основани широм Јужне Кореје и Јапана. Употреба термина нонгак је задржана како би се разликовао традиционални пунгмул од овог новог сценског и урбанизованог облика.

## Компоненте

### Инструменти
Генерално, 5 главних инструмената се користи за свирање пунгмула:  kkwaenggwari (мали ручни гонг), janggu (бубањ у облику пешчаног сата), buk (бубањ) и jing (гонг) и sogo (мали бубањ).
Сви они захтевају другачији стил за свирање и имају своје јединствене звуке.

### Плес
У Пунгмулу, плесни елементи додатно продубљују уметничке и естетске карактеристике Пунгмула као интегрисаног жанра.
Подела према облику плеса и саставу особља.
- Групни плес
- Соло плес
- Japsaek плес: Члан трупе Пунгмул обучен као одређени лик који глуми разне скечеве. Сви изрази су резултат самоанализе засноване на улози.

### Костими
Након бубњара иду играчи, који често свирају сого (мали бубањ без довољно резонанце да би значајно допринео звучном пејзажу) и имају сложенију — чак и акробатску — кореографију. У неким регионалним типовима пунгмула, глумци обучени као карикатуре традиционалних сеоских улога шетају около да би привукли гледаоце, бришући границу између извођача и публике. Народне песме и напеви су понекад укључени у пунгмул, а публика пева и плеше.
Пунгмул извођачи носе разне шарене костиме. Цветна верзија будистичког gokkal-а је најчешће прекривач за главу. У напредној трупи сви извођачи могу да носе sangmo; то су шешири са дугом траком закаченом за њих коју играчи могу да окрећу.

## Међународна извођења
Пунгмул се игра у неколико међународних заједница, посебно код Корејаца који живе у иностранству.
Изводе га бројне корејско-америчке заједнице у Сједињеним Државама, укључујући Оукланд, Лос Анђелес, Чикаго, Њујорк и Балтимор.
Групе такође постоје универзитетима: Универзитету Калифорније, Универзитету Мичигена, Универзитету Колумбија, Универзитету Њујорка, Технолошком институту Масачусетса, Универзитету Харвард, Универзитету Јејл, Универзитету у Чикагу, Универзитету Пенсилваније, Универзитету Корнел, Калифорнијском институту за технологију, Универзитету у Бафалу, Универзитету Бингамтон, Универзитету Оксфорд, итд.